# Рік Бокеліє
Рік Бокеліє (норв. Rick Bockelie, 28 травня 1902 — 18 лютого 1966) — норвезький яхтсмен.
Олімпійський чемпіон 1924 року в класі 8 метрів.